# Humberto Romero Pérez
Humberto Romero Pérez (La Piedad, Michoacán, 15 de julio de 1923 - México, D. F., 8 de agosto de 2009). Fue un político mexicano, miembro del Partido Revolucionario Institucional, destacó por haber ocupado los cargos de secretario de prensa del presidente Adolfo Ruiz Cortines y secretario particular del presidente Adolfo López Mateos.
Humberto Romero realizó todos sus estudios en la Ciudad de México, egresando como Licenciado en Derecho por al Escuela Nacional de Jurisprudencia de la Universidad Nacional Autónoma de México, inició su carrera política como secretario particular del procurador general de la República Francisco González de la Vega en el gobierno de Miguel Alemán Valdés, en 1952 el presidente Adolfo Ruiz Cortines lo nombró como secretario de prensa, siendo uno de los pioneros en las labores de relaciones públicas y comunicación social de los gobiernos mexicanos y permaneciendo en el dicho cargo el sexenio completo, al concluir, en 1958, el nuevo presidente Adolfo López Mateos lo nombró como su secretario particular, permaneciendo también el sexenio completo en su cargo.
Permaneció varios años retirado de la actividad pública, hasta ser postulado y electo diputado federal a la LI Legislatura de 1978 a 1982 por el IV Distrito Electoral Federal de Michoacán, durante el sexenio de José López Portillo, en 1982 fue nombrado director de Comunicación Social del Departamento del Distrito Federal, encabezado por Ramón Aguirre Velázquez, durante este periodo fue criticado por la política de información que implementó durante el Terremoto de México de 1985, particularmente en lo relativo al número de personas que perdieron la vida; posteriormente fue representante del gobierno de Michoacán en el Distrito Federal. 
Falleció en la Ciudad de México el 8 de agosto de 2009 a causa de una afección cardiaca.